# Електромобілі на сонячних батареях

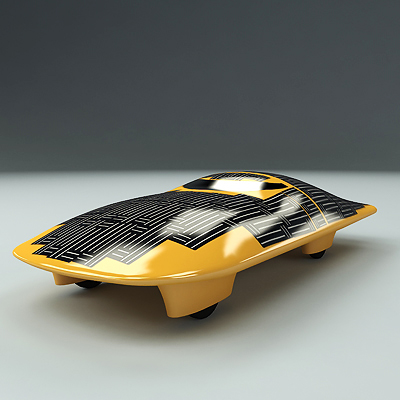

Електромобі́лі на со́нячних батаре́ях (сонцемобілі) — тип електромобілів, які використовують для руху і підзарядки акумуляторів сонячні батареї.
Існує багато конструкцій сонцемобілів, але їхньою спільною проблемою є низький ККД сонячних батарей (зазвичай біля 10-15 %, передові розробки дозволяють добитися 30-40 %), що не дає змогу запасати значну кількість енергії за день скорочуючи добовий пробіг; до того ж, від сонячних елементів нема користі вночі та в похмуру погоду. Друга проблема — висока ціна сонячних батарей.
Серед прикладів сонцемобілів можна назвати прототипи Venturi Astrolab, Venturi Eclectic (додатково оснащений вітровою установкою), концепт-кар ItalDesign-Giugiaro Quaranta (хоча, енергії, яку накопичують його сонячні батареї, вистачає хіба що на живлення бортової електроніки), італійський Phylla, а також SolarWorld GT, який у 2012 році здійснив навколосвітній марафон. Останню модель обладнано двома мотор-колесами Loebbemotor номінальною потужністю 1,4 кВт кожне (пікова потужність — 4,2 кВт кожне, у сумі — 11,42 кінських сил). Завдяки малій масі (карбоновий кузов дозволив досягти ваги 260 кг, сам кузов важить 85 кг) та аеродинамічно досконалій формі кузова (Сх = 0,137), вдалося досягти максимальної швидкості 120 км/г. Круїзна швидкість — 50 км/г (при роботі моторів на номінальній потужності), на ній SolarWorld GT може проїхати 275 км — більше, ніж багато сучасних електромобілів. Цей пробіг забезпечує 21-кілограмова літій-іонна батарея ємністю 4,9 кВг.
Також існують гібридомобілі, що приводяться до руху як сонячною енергією, так і педалями. В основному це саморобні машини, але розробляються проекти серійного випуску подібного транспорту, наприклад, SolarLab rickshaw та угорський Antro Solo.
Задля заохочення виробництва сонцемобілів та їхньої популяризації проводяться змагання, такі як трансавстралійське ралі «World Solar Challenge». На подібних заходах зазвичай змагаються студенти технічних ВУЗів, що створюють подібні моделі як свої дипломні роботи.